# Simbario
Simbario (pronuncia Simbarìo, Zimbarìu in calabrese) è un comune italiano di 925 abitanti della provincia di Vibo Valentia in Calabria.

## Geografia fisica
Il centro abitato di Simbario occupa una posizione geografica invidiabile; si trova al centro di un'ampia vallata circondata da monti, ad un'altitudine di 766 metri sul livello del mare, in posizione equidistante fra il mar Tirreno e lo Ionio.
Immediatamente fuori dal centro abitato, scorre il fiume Ancinale. 
Il territorio è ricco di vegetazione a carattere forestale castagni, carpini, querce e ciliegi selvatici, con presenza del faggio e dell'abete bianco.

## Società

### Evoluzione demografica
Abitanti censiti

Come la maggior parte dei comuni montani calabresi, anche Simbario ha una comunità fortemente segnata dall'emigrazione (la popolazione si è dimezzata negli ultimi trenta-quarant'anni). A Toronto, in Canada, è presente una numerosa comunità di simbariani

### Feste tradizionali
- Seconda settimana di agosto: feste di San Rocco (sagra de "li vuti di Santu Roccu"), con degustazioni gastronomiche
- Terza domenica di luglio: festa della Madonna delle Grazie
- Seconda domenica di settembre: festa della Madonna Addolorata

## Economia
L'economia è a carattere prevalentemente agricolo (patate, fagioli, grano, granoturco e lupini, a cui seguono inoltre noci, prugne castagne e ciliegie). Viene prodotto inoltre legname.
Nei boschi si raccolgono i funghi porcini.
Vengono inoltre prodotti insaccati.
Esiste inoltre una produzione artigianale di sculture in legno e in granito locale.

## Infrastrutture e trasporti
Il comune è interessato dalle seguenti direttrici stradali:
- delle Serre
- Trasversale delle Serre

## Amministrazione
| Periodo        | Periodo        | Primo cittadino      | Partito                               | Carica  | Note |
| -------------- | -------------- | -------------------- | ------------------------------------- | ------- | ---- |
| 23 aprile 1995 | 13 giugno 1999 | Bruno Tassone        | Partito Popolare Italiano             | sindaco |      |
| 13 giugno 1999 | 13 giugno 2004 | Bruno Tassone        | Partito Popolare Italiano             | sindaco |      |
| 13 giugno 2004 | 7 giugno 2009  | Francesco Andreacchi | lista civica                          | sindaco |      |
| 7 giugno 2009  | 26 maggio 2014 | Francesco Andreacchi | lista civica                          | sindaco |      |
| 26 maggio 2014 | 27 maggio 2019 | Ovidio Romano        | Lega lista civica Orgoglio simbariano | sindaco |      |
| 27 maggio 2019 | 10 giugno 2024 | Ovidio Romano        | Lega lista civica Orgoglio simbariano | sindaco |      |
| 10 giugno 2024 | In carica      | Gennaro Crispo       | Lista civica CambiAmo Simbario        | Sindaco |      |